# Kantons van Rhône

De kantons van het departement Rhône (2017). De kantons boven de rode stippellijn behoren tot het arrondissement Villefranche-sur-Saône, daaronder tot het Arrondissement Lyon

Het Franse departement Rhône (69D) omvat 13 kantons:
| Arrondissement | Arrondissement                | Kanton | Kanton                   | Inwoners (2013) | Gemeenten |
| -------------- | ----------------------------- | ------ | ------------------------ | --------------- | --------- |
| 1              | Villefranche-sur-Saône        | 1      | Anse                     | 36.136          | 15        |
| 1              | Villefranche-sur-Saône & Lyon | 2      | L'Arbresle               | 37.500          | 26        |
| 1              | Villefranche-sur-Saône        | 3      | Belleville-en-Beaujolais | 34.437          | 29        |
| 1              | Villefranche-sur-Saône        | 4      | Le Bois-d'Oingt          | 28.064          | 27        |
| 1              | Lyon                          | 5      | Brignais                 | 37.207          | 6         |
| 1              | Lyon                          | 6      | Genas                    | 39.327          | 8         |
| 1              | Villefranche-sur-Saône        | 7      | Gleizé                   | 31.100          | 15        |
| 1              | Lyon                          | 8      | Mornant                  | 38.977          | 22        |
| 1              | Lyon                          | 9      | Saint-Symphorien-d'Ozon  | 37.381          | 12        |
| 1              | Villefranche-sur-Saône        | 10     | Tarare                   | 28.048          | 21        |
| 1              | Villefranche-sur-Saône        | 11     | Thizy-les-Bourgs         | 27.218          | 28        |
| 1              | Lyon                          | 12     | Vaugneray                | 30.925          | 18        |
| 1              | Villefranche-sur-Saône        | 13     | Villefranche-sur-Saône   | 36.531          | 1         |